# Hiroto Muraoka
Hiroto Muraoka (jap. 村岡 博人 Muraoka Hiroto; ur. 19 września 1931 w Tokio, zm. 13 marca 2017 tamże) – japoński piłkarz, grający jako bramkarz, reprezentant kraju.
Jako piłkarz grał w klubie Kyodai Club. W reprezentacji Japonii zadebiutował 7 marca 1954 w meczu przeciwko reprezentacji Korei Południowej. W sumie rozegrał dwa mecze, oba w 1954 roku.